# Ер (Небраска)
Ер (енгл. Ayr) град је у америчкој савезној држави Небраска.

## Демографија
По попису из 2010. године број становника је 94, што је 4 (-4,1%) становника мање него 2000. године.
| Група             | 2000.      | 2010.       |
| Белци             | 95 (96,9%) | 94 (100,0%) |
| Афроамериканци    | 0 (0,0%)   | 0 (0,0%)    |
| Азијати           | 1 (1,0%)   | 0 (0,0%)    |
| Хиспаноамериканци | 0 (0,0%)   | 0 (0,0%)    |
| Укупно            | 98         | 94          |